# Ralph Hansch
Ralph Lawrence Hansch (Edmonton, 20 maggio 1924 – Edmonton, 29 febbraio 2008) è stato un hockeista su ghiaccio canadese.

## Palmarès

### Olimpiadi invernali
- Oro a Oslo 1952 nell'hockey su ghiaccio.